# Saint-Symphorien (Eure)
Saint-Symphorien é uma comuna francesa na região administrativa da Normandia, no departamento de Eure. Estende-se por uma área de 3,76 km². Em 2010 a comuna tinha 490 habitantes (densidade: 130,3 hab./km²).